# Seriphidium chitralense
Seriphidium chitralense là một loài thực vật có hoa trong họ Cúc. Loài này được (Podlech) miêu tả khoa học đầu tiên.